# Michael Kleyer
Michael Kleyer (* 1955) ist ein deutscher Agrarbiologe. Kleyer war Professor für Naturschutz und Landschaftsplanung an der Universität Oldenburg. Er ist 2023 in den Ruhestand verabschiedet worden.

## Leben
Michael Kleyer studierte Agrarbiologie an der Universität Hohenheim, wo er auch promovierte und sich 1997 für die Fachgebiete Landschaftsökologie und Landschaftsplanung habilitierte. Nach Tätigkeiten an der Universität Stuttgart nahm er den Ruf an die Universität Rostock an. Hier war er von 1996 bis 1999 Professor für Standortkunde und Landschaftsökologie.  Kleyer war seit 1999 Professor für Landschaftsökologie und Umweltplanung in Oldenburg.

## Arbeit
Kleyer arbeitet vor allem in der Vegetationskunde und ist Leiter des BMBF Forschungsprojektes COMTESS zum Anpassungsvermögen von Küstenlandschaften an Nord- und Ostsee an den Klimawandel.
Er ist Experte für funktionelle Vegetationsökologie und Umweltplanung und „war maßgeblich an der Forschungsgruppe DynaCom beteiligt, die die Deutsche Forschungsgemeinschaft seit 2019 fördert. In dem weltweit einmaligen Projekt simulieren Forschende der Universität gemeinsam mit dem Nationalpark Wattenmeer und der Universität Göttingen auf zwölf künstlichen Inseln vor der Küste Spiekeroogs, wie Tiere und Pflanzen neues Land besiedeln.“

## Veröffentlichungen (Auswahl)
- Biological traits of vascular plants, Stuttgart : Department of Landscape Planning and Ecology, Universität Stuttgart
- Vergleichende Untersuchungen zur Ökologie von Pflanzengemeinschaften, Berlin : Cramer in der Gebrüder-Borntraeger-Verlags-Buchhandlung, 1997
- Die Vegetation linienförmiger Kleinstrukturen in Beziehung zur landwirtschaftlichen Produktionsintensität, Berlin : Cramer im Borntraeger-Verlag, 1991